# Zwartsluisje
Zwartsluisje (51° 46′ N, 4° 20′ L) é uma cidade dos Países Baixos, na província de Holanda do Sul. Zwartsluisje pertence ao município de Korendijk, e está situada a 7 km, a sul de Spijkenisse.
A área de Zwartsluisje, que também inclui as partes periféricas da cidade, bem como a zona rural circundante, tem uma população estimada em 150 habitantes.